# 1870-ті

## Події
- розвивається Антропологічна школа у праві;
- 1872—1873, 1876 — початок виявлення в Атлантичному океані Канарської і південної частини Північно-Американської котловин, глибоководного жолоба Пуерто-Рико, продовження Північно-Атлантичного хребта, Південно-Атлантичного хребта на протяжності 3 000 км, Капської і Аргентинської котловин, Китового хребта і Фолклендського підводного плато (Велика Британія, Ч. У. Томсон, Дж. Нерс, Дж. Меррей);
- 1874—1875 — початок відкриттів у Тихому океані Тасманової, Південної і Чилійської котловин; підводних хребтів Лорд-Хау, Колвілл-Лау; Гавайського і Східно-Тихоокеанського піднять; продовження відкриття Японського жолоба, Північно-Східної і Північно-Західної котловин; відкриття і дослідження на протяжності 1 300 км Чилійського підняття; виділення двох глибоководних зон — абісальної і батіальної (Велика Британія, Ч. У. Томсон, Ф. Томсон, Дж. Меррей);
- 1874—1876 — продовження виявлення в Атлантичному океані Канарської, Ангольської і Аргентинської котловин, початок виявлення Бразильської котловини (Німеччина, Г. Шлейніц, Г. Неймайєр);
- 1875—1876 — виявлення в Тихому океані підводного хребта Норфолк, Південно-Фіджійської котловини і котловини Беллінсгаузена; продовження відкриття Південної котловини (Німеччина, Г. Шлейніц, Г. Неймайєр);
- 1877—1880 — початок виявлення в Атлантичному океані Мексиканської і Юкатанської котловин, підводного плато Блейк (США, А. Агассіс, Ч. Сігсбі);